# Dominik Đurđević
Dominik Đurđević (Mokošica, 1526. – Venecija, 17. rujna 1596.), hrvatski diplomat, govornik i teolog.
Bio je dominikanac, a teološke i humanističke nauke završio je u Bologni. U Milanu i Bologni držao je zapažena predavanja iz filozofije i teologije. Pod optužbom za nečasno ponašanje isključen je iz reda, ali je pomilovan nakon višegodišnjega gorljiva rada i velikih zasluga stečenih propovijedanjem među podunavskim katolicima pod turskom vlašću. Za Dubrovačku Republiku obavljao je diplomatske dužnosti u Rimu i Austriji. 